# Edgar Peña Parra
Edgar Peña Parra, né à Maracaibo au Venezuela le 6 mars 1960, est un archevêque de l’Église catholique et premier nonce apostolique vénézuélien. Il a été nommé le 15 août 2018 substitut à la secrétairerie d'État, fonction qu'il occupe effectivement depuis le 15 octobre suivant.

## Biographie
Edgar Peña Parra est né dans la paroisse de Saladillo, Maracaibo. Ses parents sont Robinson Peña et Adela Parra. Il a passé son enfance à quelques mètres de la basilique de Chiquinquira. Il a effectué des études primaires au collège Libertador et cinq ans d'études secondaires au lycée Rafael Belloso Chacin de Maracaibo.
Ayant rejoint les services diplomatiques du Saint-Siège, il est nommé nonce apostolique et se voit conférer le titre d'archevêque titulaire de Thélepte (de) le 8 janvier 2011. Le 2 février, il reçoit une affectation comme nonce apostolique au Pakistan (en) et est consacré évêque par Benoît XVI le 5 février.  
Le 21 février 2015, il est transféré à la nonciature apostolique du Mozambique (en). 
Il est nommé par le pape François substitut de la secrétairerie d'État le 15 août 2018, et prend ses fonctions le 15 octobre 2018, succédant au cardinal Becciù.

## Succession apostolique
Edgar Peña Parra a ordonné les évêques suivants :
- Évêque Josep-Lluís Serrano Pentinat (2024)

## Distinctions
- Doctorat honoris causa de l'université de Zulia[4]
- Prix Cecilio Acosta et professeur honoraire de l'université catholique Cecilio Acosta

## Décorations
- Commandeur avec plaques de l'ordre du Mérite de Hongrie (2023)
- Chevalier grand-croix de l'ordre du Mérite de la République italienne‎ (2023)[5]
- Ordre de l'Amitié d'Arménie (2022)[6]
- Ordre Juan Paul II, dans sa classe unique (État de Zulia)
- Commandeur de l'ordre de Rafael María Baralt (État de Zulia)
- Ordre San Sebastián, première classe (ville de Maracaibo)
- Ordre du « lac Maracaibo », première classe (État de Zulia)
- Grand-croix de l'ordre de Manuel Amador Guerrero  (11 octobre 2023 par la ministre Janaina Tewaney[7])